# Quintus Pompeius (Konsul 141 v. Chr.)
Quintus Pompeius entstammte der römischen Plebejerfamilie der Pompeianer und erreichte 141 v. Chr. als der erste Vertreter seines Geschlechts das Konsulat.

## Herkunft
Der römische Redner Marcus Tullius Cicero titulierte Quintus Pompeius als homo novus, da vor ihm noch kein Mitglied der Pompeianer höhere Ämter des cursus honorum erklommen hatte. Der Vater von Quintus Pompeius war ein sonst unbekannter Aulus Pompeius, der angeblich den Beruf eines Flötenspielers ausübte. Vielleicht ist diese Behauptung eine bewusste Erfindung von politischen Gegnern des homo novus.

## Konsulat
Das frühe Leben und die ersten Ämter der Laufbahn des Quintus Pompeius sind nicht bekannt. Dennoch dürften seine damaligen politischen Leistungen nicht unbedeutend gewesen sein, so dass er, der außerdem ein talentierter und bei der Plebs beliebter Redner war, durch die Unterstützung des Volkes gegen die Opposition der Optimaten, insbesondere des Scipio Aemilianus, 141 v. Chr. das höchste Staatsamt antreten konnte.
Als Provinz wurde Pompeius Spanien zugewiesen, womit er die militärische Auseinandersetzung der Römer gegen die für ihre Freiheit kämpfenden keltiberischen Stämme (Numantinischer Krieg) fortzusetzen hatte. Der bisher diesen Krieg leitende Prokonsul Quintus Caecilius Metellus Macedonicus übergab Pompeius Anfang 141 v. Chr. den Oberbefehl über die römischen Streitkräfte, die 30.000 Infanteristen und 2000 Kavalleristen umfassten. Größere militärische Erfolge blieben dem Konsul indessen versagt. Zunächst griff er das bedeutende Widerstandszentrum Numantia von Osten her an, wurde aber unter großen Verlusten zurückgeschlagen. Auch seine Belagerung von Termantia scheiterte, obwohl die eingeschlossene Stadt bedeutend weniger Soldaten zur Verteidigung aufbieten konnte als die römischen Angreifer. Die Schuld an diesen Fehlschlägen suchte der Konsul seinem Vorgänger im Kommando zuzuschieben: Metellus habe ihm schlecht ausgebildete Soldaten übergeben sowie militärische Ausrüstung und Nahrungsmittel zerstört. Dieser Behauptung widerspricht die Feststellung des antiken Kriegshistorikers Appian, dass sich die von  Pompeius übernommenen Truppen in gutem Zustand befunden hätten.
Einen kleinen Sieg konnte Pompeius wenigstens mit der Einnahme der kleinen Stadt Lagni feiern. Bei dieser Eroberung hatte allerdings die Bevölkerung der Stadt gemeinsam mit den Römern gegen die numantinischen Soldaten gekämpft, die den Ort vorher okkupiert hatten. Der Konsul operierte dann noch erfolgreich gegen einen Räuberhauptmann namens Tanginus, ehe er die Kämpfe wegen des bevorstehenden Winters ruhen ließ.

## Weitere Laufbahn
Obwohl sich Pompeius also bisher in Spanien als Heerführer nicht gerade ausgezeichnet hatte, wurde er noch nicht abberufen. Daher behielt er im Jahr 140 v. Chr. den Oberbefehl, konnte seine militärischen Leistungen aber nicht steigern. So gelang es ihm nicht, Numantia vollständig einzuschließen, weil die Verteidiger ihn daran durch geschickte Gegenmaßnahmen hinderten. Ende 140 v. Chr. wurden die bisherigen römischen Truppen durch neu eingetroffene Soldaten ersetzt, mit denen Pompeius jedoch nur noch größere Verluste erlitt, so dass er sich jetzt auf Verhandlungen mit seinen Feinden verlegte. Mit den Verteidigern der beiden von ihm nicht bezwungenen Städte, Numantia und Termantia, traf er infolgedessen eine Übereinkunft, laut der sie einer Geisel- und Gefangenenauslieferung sowie einer Geldzahlung von 30 Talenten zustimmten. Die Existenz eines solchen Vertrages leugnete er aber gegenüber dem Konsul Marcus Popillius Laenas, als dieser Anfang 139 v. Chr. die Leitung des Krieges gegen die Keltiberer übernehmen wollte. Über dieses hinterhältige Vorgehen beschwerten sich die Numantiner beim Senat in Rom. Vermutlich hatte Pompeius aber bei seiner umstrittenen Handlungsweise nicht nur auf eigene Faust gehandelt, sondern mit dem Wissen einer Senatskommission, die zum Zeitpunkt seiner Verhandlungen mit den Numantinern eingetroffen war. Letztlich wurde der Antrag, Pompeius auszuliefern, verworfen und vielmehr dessen Vorgangsweise gebilligt.
Vermutlich waren politische Feinde des Pompeius die Urheber des gegen ihn gerichteten Auslieferungsantrages gewesen. Etwa ein Jahr später, um 138 v. Chr., suchten sie Pompeius’ Karriere auf juristischem Weg ein Ende zu setzen, indem sie ihn wegen Erpressung anklagten. Dabei wurde Pompeius von zwei einflussreichen aristokratischen Brüderpaaren schwer belastet, nämlich von Quintus Caecilius Metellus Macedonicus und Lucius Caecilius Metellus Calvus sowie Gnaeus und Quintus Servilius Caepio. Dennoch wurde der Angeklagte nicht verurteilt.
136 v. Chr. kehrte Pompeius nach Spanien zurück, wo er zusammen mit seinem Gegenspieler Quintus Caecilius Metellus Macedonicus dem Konsul Lucius Furius Philus als Legat dienen musste. Bei dieser Gelegenheit dürfte er sich den Optimaten angenähert haben und gehörte 133 v. Chr. mit deren Vertretern zu den entschiedenen Feinden des sozialreformerisch auftretenden Volkstribunen Tiberius Sempronius Gracchus, dem er vorwarf, Hochverrat begangen zu haben und sich zum König aufschwingen zu wollen. Eine diesbezügliche Klage unterblieb aber, da Gracchus schon bald mit Hunderten seiner Anhänger erschlagen wurde.
131 v. Chr. krönte Pompeius seine politische Laufbahn, indem er das hohe Amt des Zensors erreichte. Sein Kollege wurde sein früherer Gegner Quintus Caecilius Metellus Macedonicus. Zum ersten Mal in der römischen Geschichte gab es damit zwei plebejische Zensoren.
Pompeius verheiratete sich spät und hatte mindestens einen Sohn und eine Tochter Pompeia. Über sein Leben nach seiner Zensur ist nichts überliefert.